# Marolles-les-Braults
Marolles-les-Braults ist eine französische Gemeinde mit 2.038 Einwohnern (Stand 1. Januar 2022) im Département Sarthe in der Region Pays de la Loire. Sie gehört zum Arrondissement Mamers und zum gleichnamigen Kanton Mamers.
Sie entstand als namensgleiche Commune nouvelle mit Wirkung vom 1. Januar 2019 durch die Zusammenlegung der früheren Gemeinden Marolles-les-Braults und Dissé-sous-Ballon, die in der neuen Gemeinde den Status einer Commune déléguée haben. Der Verwaltungssitz ist im Ort Marolles-les-Braults.

## Gliederung
| Ortsteil                                 | ehemaliger INSEE-Code | Fläche (km²) | Einwohnerzahl zum 1. Januar 2018 |
| ---------------------------------------- | --------------------- | ------------ | -------------------------------- |
| Marolles-les-Braults (Verwaltungssitz)00 | 72189                 | 20,64        | 2014                             |
| Dissé-sous-Ballon                        | 72116                 | 03,55        | 0143                             |

## Geographie
Die Gemeinde liegt rund 27 Kilometer südöstlich von Alençon. Die Flüsse Orne Saosnoise, Dive, sowie die Bäche Malherbe und Gravée tangieren das Gemeindegebiet. 
Nachbargemeinden sind: Monhoudou im Norden, Avesnes-en-Saosnois im Nordosten, Peray im Osten, Saint-Aignan im Südosten, Mézières-sur-Ponthouin im Süden, Dangeul im Westen und Courgains im Nordwesten.

## Gemeindepartnerschaften
Seit 1973 unterhält Marolles-les-Braults eine Partnerschaft mit der deutschen Gemeinde Ebernhahn.

## Wirtschaft
Ein wichtiger Erwerbszweig der Marollais ist die Landwirtschaft. Im Gewerbegebiet gibt es verschiedene kleine Unternehmen.

## Sport
Der Sporting club marollais (SCM) bietet verschiedene Sportangebote an, darunter Basketball, Fußball, Judo und Gymnastik.